# Castell de l’Areny
Castell de l’Areny település Spanyolországban, Barcelona tartományban. Lakosainak száma 69 fő (2024).

## Földrajza
Castell de l’Areny La Pobla de Lillet, Les Llosses, Borredà, Vilada, La Nou de Berguedà és Sant Julià de Cerdanyola községekkel határos.

## Népesség
A település lakosságának változását az alábbi diagram mutatja:
| Lakosok száma | 138  | 271  | 248  | 105  | 36   | 65   | 75   | 75   | 68   | 69   |
|               | 1717 | 1887 | 1936 | 1960 | 1986 | 2004 | 2009 | 2014 | 2019 | 2024 |